# Thames Television
Thames Television – brytyjski regionalny, komercyjny nadawca telewizyjny, emitujący od 30 lipca 1968 do 31 grudnia 1992 oraz od 1 stycznia 2019 kanał pod tą samą nazwą, który obejmował swym zasięgiem Londyn i okoliczne hrabstwa. Stacja nadawała w ramach sieci ITV.

## Historia

### Stacja telewizyjna
Koncesja Thames Television obejmowała nadawanie tylko od poniedziałkowego poranka do wczesnego wieczora w piątek. W weekendy jej częstotliwości były wykorzystywane przez London Weekend Television, stanowiącą zupełnie odrębny podmiot, działający na podstawie osobnej koncesji. 16 października 1991 roku Thames przegrała przetarg na przedłużenie swojej koncesji, która trafiła w ręce Carlton Television (po serii zmian własnościowych, dziś stanowi ona część ITV plc).
Głównym ośrodkiem produkcyjnym Thames Television były Teddington Studios, zlokalizowane na terenie London Borough of Richmond upon Thames. Przez większość czasu jej współwłaścicielami były wytwórnia muzyczno-filmowa EMI oraz grupa przemysłowa British Electric Traction, obie już dziś nieistniejące.

#### Identyfikacja
Charakterystyczną cechą wszystkich programów produkowanych przez Thames Television była otwierająca je plansza z napisem Thames (co jest angielską nazwą Tamizy) na tle najbardziej znanych zabytków Londynu oraz pięknego, pełnego białych chmur błękitnego nieba. Planszy towarzyszyła krótka fanfara zatytułowana Salute to Thames.

### Firma producencka
Po utracie koncesji, firma ograniczyła swoją działalność do produkcji programów dla innych nadawców. Kilkakrotnie zmieniała właścicieli i nazwy, aż w 2003 została połączona z inną spółką producencką, Talkback Productions, tworząc nową firmę Talkback Thames. Należy ona do RTL Group (za pośrednictwem jej spółki zależnej FremantleMedia). Talkback Times produkuje programy i seriale dla wszystkich głównych brytyjskich nadawców. Do jej najbardziej znanych w Polsce produkcji należą Zielone skrzydło czy Technicy-magicy, oba realizowane na zlecenie Channel 4.

## Thames Television w Polsce
Polską spółką-córką Thames Television jest Thames Television Poland, z siedzibą w Warszawie. Głównymi klientami grupy są TVP, dla której produkowane są Familiada, Sanatorium miłości oraz Rolnik szuka żony oraz TVN, dla którego produkuje ona m.in. Mam talent! oraz seriale Na Wspólnej i BrzydUla. Dla telewizji Polsat produkowany był serial Miodowe lata.